# Music from "The Elder"
Music from "The Elder" е девети студиен албум на американската рок група Kiss. Издаден е на 10 ноември 1981 г. от Casablanca Records.

## Обща информация
Забелязва се значително отклонение от предишните продукции с епичната си концепция и оркестрови елементи, продажбите на албума са толкова лоши, че Kiss не заминава на турне за пръв път в осемгодишната си история, а вместо това решава да направи няколко промо изяви. „Music from "The Elder"“ е първи албум с барабаниста Ерик Кар и последния албум, който включва Ейс Фрели, до събирането през 1996 г. Въпреки това, той е на обложката на компилационния албум „Killers“ и следващия албум „Creatures of the Night“ (1982). Както и на реклами с групата до 1983 г.

## Състав
- Пол Стенли – вокали, ритъм китара, соло китара в „A World Without Heroes“ и „The Oath“
- Ейс Фрели – китара, бас в „Dark Light“ и „The Oath“, акустична китара в „A World Without Heroes“
- Джийн Симънс – вокали, бас, ритъм китара в „Only You“
- Ерик Кар – барабани, беквокали, акустична китара в „Under the Rose“

### Допълнителен персонал
- Боб Езрин – клавири, бас в „Escape From The Island“
- Алън Шварцбърг – барабани в „Odyssey“ и „I“
- Тони Пауърс – клавири в „Odyssey“
- Робен Форд – китара в „Just A Boy“
- Американски симфоничен оркестър
- Сент Робъртс Хор

## Песни
| 1.    | The Oath                              | 4:33 |
| 2.    | Fanfare (инструментал)                | 1:00 |
| 3.    | Just a Boy                            | 2:34 |
| 4.    | Dark Light                            | 4:12 |
| 5.    | Only You                              | 4:22 |
| 6.    | Under the Rose                        | 4:48 |
| 7.    | A World Without Heroes                | 2:39 |
| 8.    | Mr. Blackwell                         | 4:49 |
| 9.    | Escape from the Island (инструментал) | 2:51 |
| 10.   | Odyssey                               | 5:49 |
| 11.   | I                                     | 3:54 |
| 12.   | Finale (инструментал)                 | 1:04 |
| 42:46 |                                       |      |

## Позиции в класациите
Албум
| Класация (1981)      | Най-добра позиция |
| -------------------- | ----------------- |
| Австралия            | 11                |
| Австрия              | 12                |
| Нидерландия          | 39                |
| Германия             | 10                |
| Италия               | 23                |
| Япония               | 21                |
| Норвегия             | 7                 |
| Швеция               | 19                |
| Швейцария            | 5                 |
| Великобритания       | 51                |
| Billboard Pop Albums | 75                |